# Gouvernement Kursk

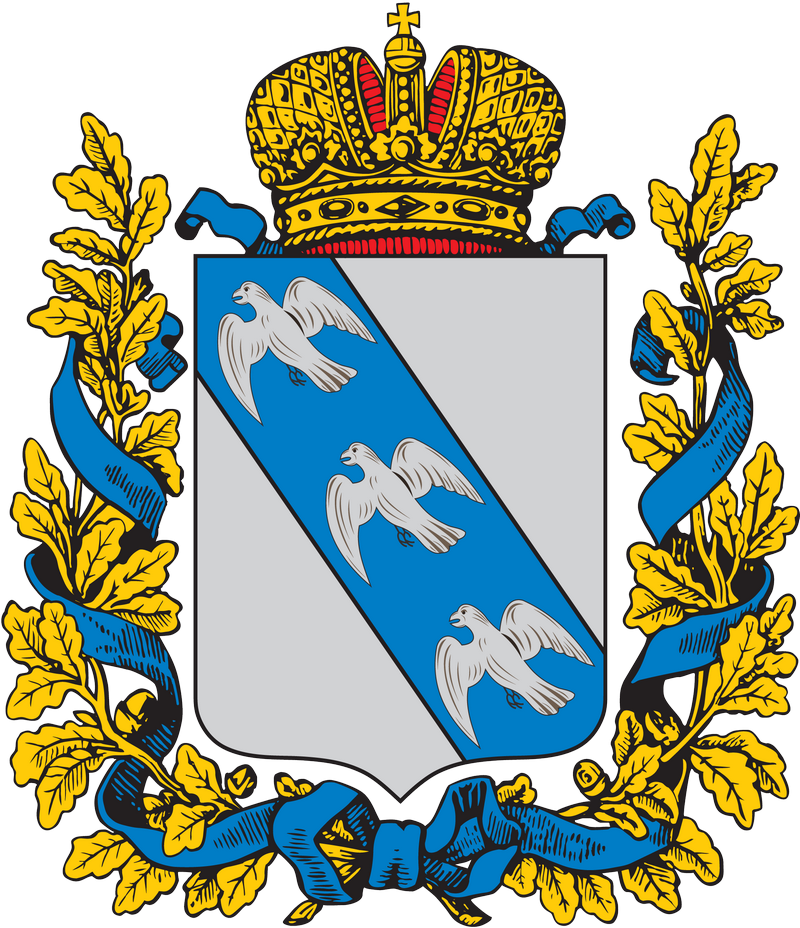
Wappen

Das Gouvernement Kursk (russisch Курская губерния) war eine Verwaltungseinheit im Russischen Kaiserreich und der Russischen Sozialistischen Föderativen Sowjetrepublik.

## Geschichte und Verwaltungsgliederung
Es lag im Westen der Mittelrussischen Platte und wurde am 3. Juni 1779 unter dem Namen Vizekönigreich Kursk aus einem Teil des Territoriums des aufgelösten Gouvernements Belgorod gegründet. Die Stadt Kursk war das administrative Zentrum. Die Fläche betrug 46,5 Tausend km². Ursprünglich bestand es aus 15 Bezirken (Ujesdy), deren Verwaltungszentren in den folgenden Orten lagen:
- Belgorod
- Bogatoje
- Dmitrijew
- Korotscha
- Kursk
- Lgow
- Nowy Oskol
- Obojan
- Putywl
- Rylsk
- Stary Oskol
- Sudscha
- Tim
- Fatesch
- Schtschigry

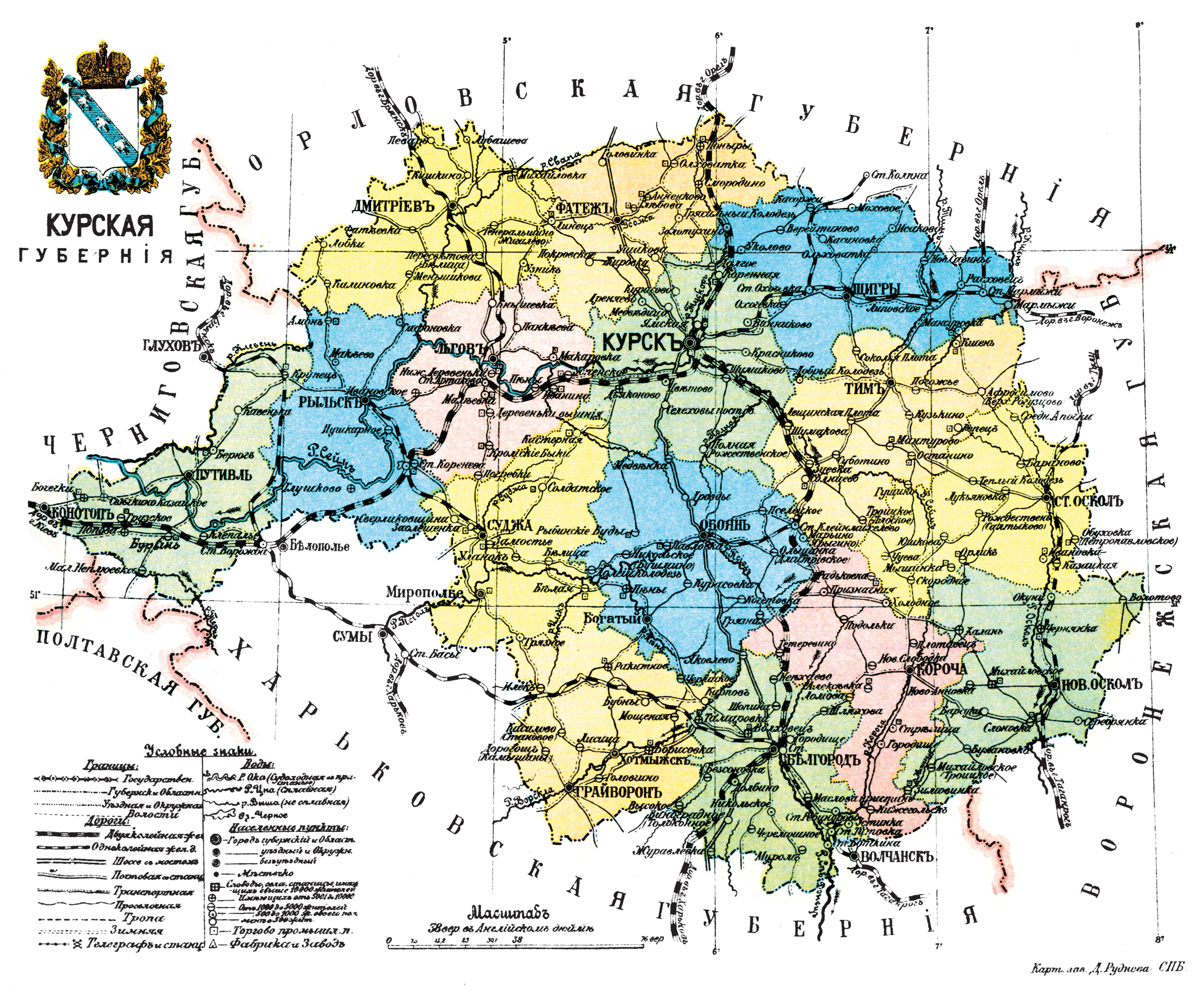
Karte (1913)

Am 23. Dezember 1796 wurde es in Gouvernement Kursk umbenannt und die Zahl der Ujesdy wurde auf 10 reduziert. Bogatoje, Dmitrijew, Lgow, Nowy Oskol und Tim wurden abgeschafft. Am 12. Mai 1797 wurden die kreisfreien Städte Myropillja und Chotmyschsk (Borissowski rajon) zugeteilt. Am 8. März 1802 wurden alle 1796 abgeschafften Bezirke wiederhergestellt. Das Zentrum des Bezirks Bogatoje wurde nach Chotmyschsk verlegt. Am 4. April 1838 wurde das Zentrum des Bezirks Chotmyschsk in die Siedlung Graiworon verlegt, die in eine Bezirkshauptstadt umgewandelt wurde.

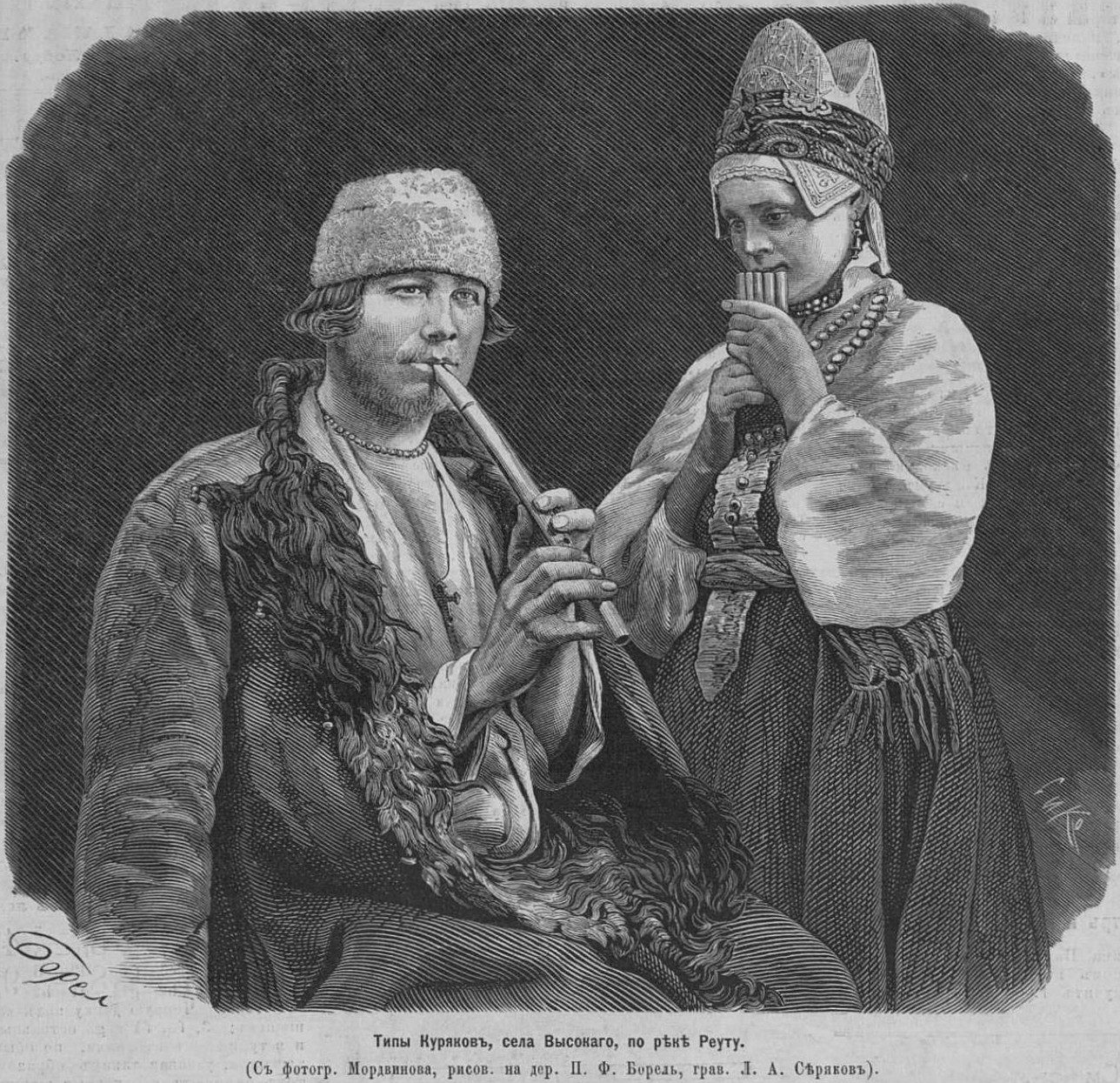
Menschen in kursker Trachten in Wyssokoje (1871)

In den 1830er Jahren wurde gemäß dem Entwurf des Wasserbauingenieurs M. A. Pusanow der Fluss Seim überschwemmt, auf dem bis in die 1850er Jahre regelmäßige Schifffahrt betrieben wurde. 1868 wurde eine Eisenbahnlinie erbaut, die Moskau und Charkiw verband.
Während des Ersten Weltkriegs lebte Metropolit Andrej Scheptyzkyj von der Ukrainischen griechisch-katholischen Kirche im Exil in Kursk. Aufgrund seines hohen geistlichen Ranges durfte er sich anfangs unter Aufsicht der Polizei frei in der Stadt bewegen und an Gottesdiensten teilnehmen. Wegen seiner Beliebtheit bei der Bevölkerung wurde er in strengen Hausarrest mit Kirchenbesuchsverbot versetzt. Nach dem Zusammenbruch des Russischen Reiches sah das Gesetz der Ukrainischen Volksrepublik vom 29. November 1917 die Abhaltung der verfassunggebenden Versammlung der Ukraine in den Bezirken Putywl, Graiworon und Nowy Oskol vor, die nicht stattfand, da die Region am 13. Dezember 1917 unter bolschewikische Kontrolle kam.
Während des Russischen Bürgerkriegs fiel das Gebiet an deutsche und ukrainische Truppen, die die Bezirke Belgorod, Graiworon und Korotscha vollständig, und die Bezirke Lgow, Nowy Oskol, Obojan, Putywl, Rylsk und Sudscha teilweise besetzten. Am 5. Mai 1918 wurde ein Waffenstillstand geschlossen und eine Demarkationslinie festgelegt. Die sowjetische Delegation bei den Verhandlungen in Kursk wurde von Josef Stalin geleitet. Die deutschen Truppen verließen das Gebiet im November 1918. Bis zum 11. Februar 1919 wurde der Bezirk Belgorod als Teil der Ukraine aufgelistet. Von Juni bis Dezember 1919 wurde ein Teil des Territoriums des Gouvernements Kursk von Einheiten der Streitkräfte Südrusslands besetzt. In diesem Zusammenhang gehörten die Bezirke Putywl und Rylsk vom 11. September bis zum 30. Dezember 1919 vorübergehend zum Gouvernement Orjol.
Die Anzahl der Bezirke wurde am 12. Mai 1924 auf 7 reduziert. Die Bezirke Dmitrijew, Korotscha, Nowo Oskol, Obojan, Putywl, Sudscha, Tim und Fatesch wurden abgeschafft. Am 16. Oktober 1925 wurde gemäß den Empfehlungen der Kommission zur Klärung der Grenzen der Russischen Sozialistischen Föderativen Sowjetrepublik (RSFSR), der Weißrussischen Sozialistischen Sowjetrepublik und der Ukrainischen Sozialistischen Sowjetrepublik (USSR) der Großteil des Gebiets des Bezirks Putywl der Ukrainischen SSR übertragen. Die tatsächliche Übertragung dieses Territoriums wurde im Juli 1926 abgeschlossen. Am 16. Juni 1928 wurde das Gouvernement aufgelöst. Sein Territorium wurde Teil der neu gebildeten Zentralen Schwarzerde-Region.

## Bevölkerung

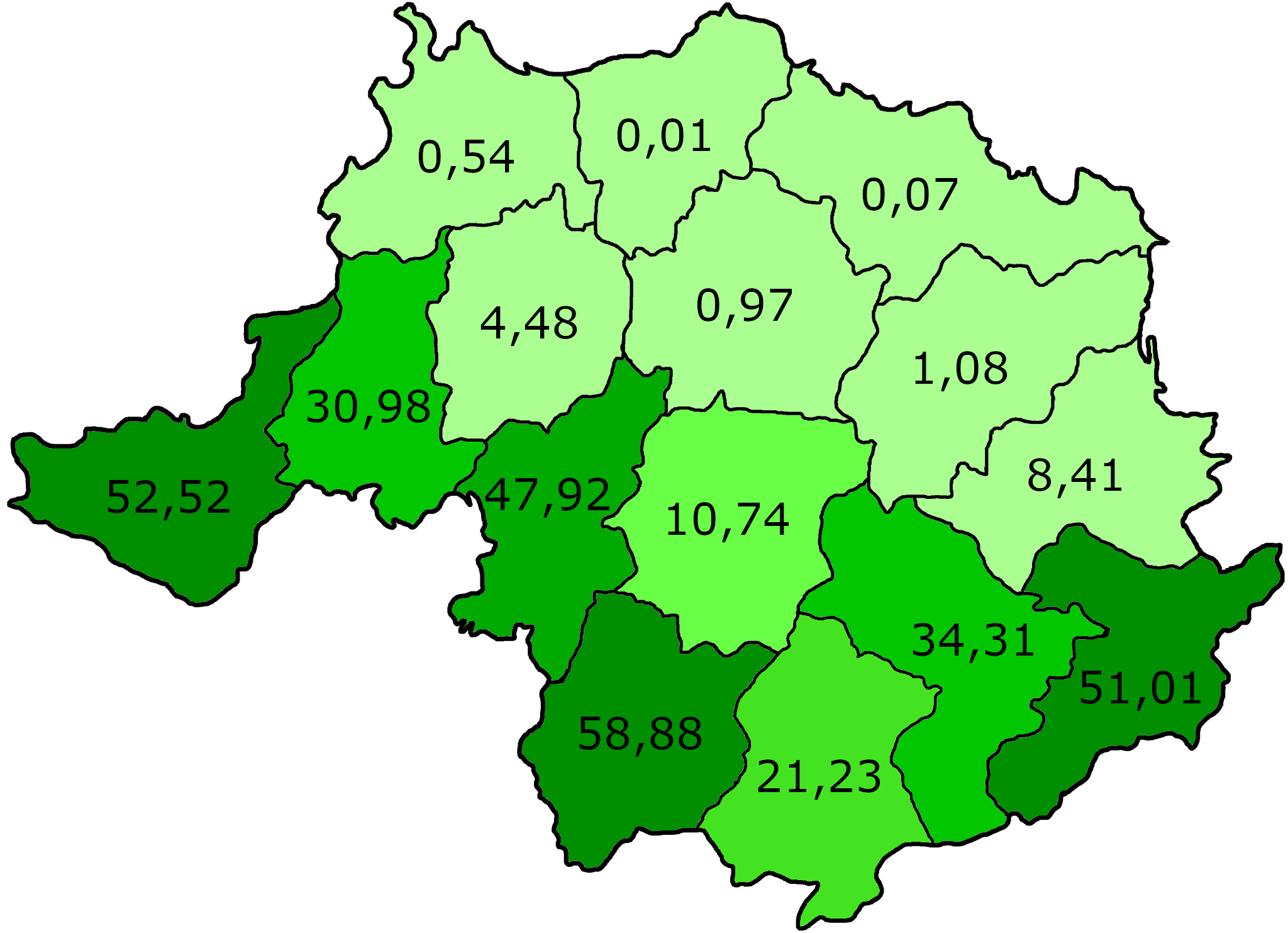
Prozentzahlen der ukrainischsprachigen Bevölkerung gemäß der Volkszählung von 1897

Die Bevölkerungszahl lag 1897 bei 2,37 Millionen. 22,3 % der Bevölkerung (527.800) waren ukrainisch. In den Bezirken Graiworon und Nowy Oskol waren sie mit 58,8 % und 51,0 % die Mehrheit. 1913 lag die Bevölkerungszahl bei 3 Millionen. Die größten ländlichen Siedlungen, z. B. Welikomichailowka in Nowy Oskol, hatten eine höhere Bevölkerungszahl- und Dichte als die Bezirkshauptstädte. Der Mangel an freiem Land führte zur Massenmigration einiger Bevölkerungsteile nach Sibirien und den fernen Osten.
Das Gebiet war Gegenstand von Streitigkeiten bei der Festlegung der Grenzen zwischen der RSFSR und der USSR. Im Auftrag des Leiters des Allukrainischen Zentralen Exekutivkomitees Grigori Petrowski erstellten die Historiker Mychajlo Hruschewskyj und Dmytro Bahalij eine wissenschaftliche Arbeit über Umsiedlungsgebiete der ukrainischen Bevölkerung. Die Grenze sollte durch das Gouvernement Kursk unter Einbeziehung seiner südlichen Bezirke Sudscha, Graiworon, Belgorod und Korotscha in die Zusammensetzung der USSR verlaufen.
Die Führung der RSFSR erhob Gebietsansprüche auf die ukrainischen Bezirke Nowhorod-Siwerskyj, Starobilsk, Sumy, Ochtyrka und Charkiw. Nach den Verhandlungen wurde eine Kompromissentscheidung getroffen, der USSR die Hälfte des durch die Studien von Hruschewskyj und Bahalij ermittelten Territoriums zu übergeben. Anfang 1925 beschloss das Zentralkomitee der Kommunistischen Allunions-Partei unilateral diesen Teil auf ein Viertel zu reduzieren. So blieben Millionen Ukrainerinnen und Ukrainer außerhalb der Grenzen der USSR. In der zweiten Hälfte der 1920er Jahre forderte Mykola Skrypnyk vergeblich, die mehrheitlich ukrainisch bevölkerten Gebiete an die USSR anzugliedern.

## Wirtschaft

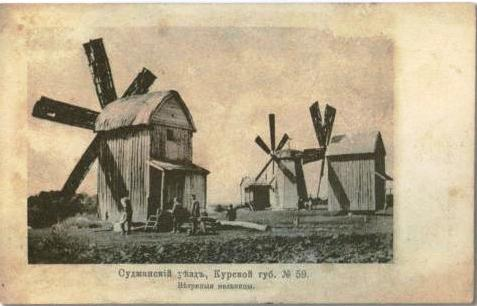
Windmühlen im Bezirk Sudscha

Die Grundlage der kursker Wirtschaft war die Landwirtschaft. 1913 machte die Anbaufläche bis zu 73 % des Provinzgebiets, eine der höchsten Zahlen im Land, aus. Damals machten Kleingärten 61,7 % des Bodenfonds aus, private Grundstücke 36,1 % und andere (Klöster, Kirchen, staatlich, städtisch)  2,2 %.
Die wichtigsten Kulturpflanzen waren Roggen, Hafer, Buchweizen, Weizen (hauptsächlich Wintergetreide), Gerste, Kartoffeln und Zuckerrüben. Es wurden auch technische Anlagen für Nutzpflanzen wie Hanf, Flachs, Tabak, Sonnenblumen und Hopfen angelegt. Das Gouvernement Kursk war eines der Zentren des Gartenbaus im Russischen Reich. Die umfangreichsten Gärten befanden sich in den heutigen Bezirken Korotschanski und Fateschski. In Belgorod, Kursk und Putywl wurde Bienenzucht betrieben. Die Tierhaltung war für den Agrarsektor des Gouvernements ein Nebenerwerb.
Die Industrie konzentrierte sich hauptsächlich auf die Verarbeitung landwirtschaftlicher Rohstoffe. Zuckerfabriken nahmen in ihrer Struktur einen wichtigen Platz ein. 1911 machten die Unternehmen der Region Kursk 12,5 % der gesamtrussischen Zuckerproduktion aus. Zu den Kunsthandwerken gehörten Ikonenmalerei (mit Borissowka als ihrem Zentrum), Gerberei, Schuhmacherei, Sattlerei, Schaffelle, Pelzmäntel, Töpferei, Schmiedekunst, Böttcherei und Teppichweberei.
In den 1920er Jahren begann man im Zuge des Wiederaufbaus der Volkswirtschaft nach dem Krieg mit der Erforschung der Kursker Magnetanomalie.